# Курчатовська збагачувальна фабрика
Курчатовська збагачувальна фабрика — підприємство гірничодобувної промисловості на сході Казахстану.
На початку 2000-х років у Абайській області організували видобуток флюориту з родовища Караджал. Більшість руди має середній вміст цільового продукту — фториду кальцію — у 55 %, тому з 2006-го ввели в дію Курчатовську збагачувальну фабрику, яка використовує технологію флотації та здатна доводити вміст фториду кальцію у концентраті до 95 %.
Річна потужність фабрики становить 37 тисяч тонн флюоритового концентрату. Крім того, як супутній продукт можуть випускати 4 тисячі тонн флюсів для чорної металургії.
Вироблений у Курчатові концентрат постачається на Ульбінський металургійний завод.